# Krystian Bala
Krystian Bala (* 1973) ist ein polnischer Schriftsteller, Fotograf und verurteilter Mörder.
2003 veröffentlichte er seinen ersten Roman Amok, dessen Protagonist Chris ein gelangweilter, hergebrachte Werte der polnischen Gesellschaft verschmähender und verspottender Intellektueller ist, der nach zahlreichen sexuellen Eskapaden und unter Alkoholeinfluss begangenen Vandalenakten schließlich seine Freundin grundlos umbringt, ohne jemals gefasst zu werden.
2005 wurde Bala in Chojnów verhaftet, da er verdächtigt wurde, im Jahre 2000 am Mord an einem polnischen Geschäftsmann beteiligt gewesen zu sein, dessen Täter bis dahin nicht ermittelt werden konnten. Bala hatte ein Mobiltelefon aus dem Besitz des Opfers über das Internetauktionshaus Allegro verkauft und dem ermittelnden Beamten fielen Ähnlichkeiten zwischen dem von Bala in seinem Roman geschilderten Mord und dem realen Verbrechen auf. Zudem stellte sich heraus, dass Balas damalige Freundin das Mordopfer kannte und Bala Eifersuchtsgefühle geäußert hatte. Nach einem Indizienprozess wurde Bala im September 2007 des Mordes schuldig gesprochen und zu 25 Jahren Haft verurteilt. Nach einer Berufung entschied ein Appellationsgericht, dass ein neues Verfahren notwendig sei, da die Beweise ungenügend waren, Bala verblieb bis dahin in Haft.
Im Dezember 2008 erhielt Bala einen neuen Prozess, wurde wieder für schuldig erklärt und seine Gefängnisstrafe von 25 Jahren wieder eingesetzt. Der Kriminalfall wurde in der Fernsehserie Mythos Serienkiller (Killers: Behind The Myth) in der Folge Bala: Der mordende Schriftsteller (The Novel Killer) aufgegriffen.

## Werke
- Bala, Krystian: Amok. Croma, Wrocław 2003, ISBN 83-8897840-3.